# Constantin Crișan (critic literar)
Constantin Crișan (n. 21 noiembrie 1939, Târgu Neamț, România – d. 30 octombrie 1996, București, România) a fost un om de cultură, critic literar, epistolar, editor și traducător român din literatura franceză. A fost membru al Uniunii Scriitorilor din România.

## Biografie
Tatăl său, Aurel Crișan (1882-1942), de profesie inginer geometru (hotarnic), a luptat în războiul de reîntregire națională (1916-1918) și a fost reînrolat cu gradul de căpitan în 1940. A sucombat în urma unui emfizem pulmonar, urmare a unei răni cu glonț și schijă în plămânul stâng, rană suferită în 31 august 1940, când s-a cedat Ardealul de Nord Ungariei horthiste în urma celui de-al doilea arbitraj nazisto-fascist (Diktat) de la Viena, iar soția Ecaterina, căreia Aurel îi zicea Tincuța, nu și-a dat acceptul pentru o operație riscantă de extragere. Tatăl a mai trăit doi ani cu glonțul și schija în plămân. A fost un pasionat vânător, cunoscându-l chiar pe marele Sadoveanu, în aceeași calitate. De altfel, a avut și unele încercări literare, poezie și proză, rămase în manuscris, din păcate. Mama, Ecaterina Crișan (Mămăica, 1898-1993), a fost casnică, a  născut și crescut doisprezece copii, mulți dintre ei devenind personalități culturale marcante. După decesul soțului, și-a crescut copiii cosând noaptea la Singerul ei, singura ei susținere, neavând alte venituri sau pensie. Unica fiică, Cora Catrina (București, 18 august 1979), este o distinsă violonistă, concertând cu talent în țară și străinătate. 
Studiile le-a început la Piatra Neamț (bacalaureat, 1956), le-a continuat la Iași (licențiat, 1960) și au fost finalizate în București (doctorat, 1974), cu teza Introducere la o sociologie a literaturii comparate. Toate acestea i-au dat posibilitatea să se realizeze superior cu contribuții remarcabile în lumea culturii și artei naționale și transnaționale cu cărți, studii și eseuri publicate în spații de limba română, franceză sau engleză. A fost un fin cunoscător de limba franceză și italiană, dar și vorbitor fluent de engleză, rusă și spaniolă.
A traversat diverse ocupații în cotidianul național:
- profesor de liceu (Urziceni, 1960-1963);
- corespondent relații francofone la IRRCS (1963-1967);
- cronicar literar și șef al redacției literare a Televiziunii Române (1967-1970);
- redactor șef de secție la Revista Română (1978-1986).

S-a pensionat în 1986, cu gradul II de invaliditate.
De-a lungul anilor, a fost cooptat ca membru în diferite societăți culturale din țară sau străinătate:
- Centrul Internațional de Studii Poetice din Bruxelles (1967);
- Societatea Poeților și Artiștilor din Franța (1970);
- Uniunea Scriitorilor din România (1976);
- Societatea Internațională de Literatură și Fenomenologie (1985);
- PEN Club Belgia (1986);
- Juriul pentru Marele Premiu Internațional de Poezie;
- Bienalele de la Knokke-Le Zoute (Belgia, 1970, 1976);
- conferențiar facultativ la Conservatorul Național din București;
- cursul Estetica artelor și sociologia receptării (1971-1972).

Constantin Crișan a realizat ediții critice comentate cu aplomb și probitate ale operelor lui Alexandru Caludian (1972), dar și ediții exemplare ale textelor încredințate de poeți din prietenie: Nichita Stănescu (1985, vol. Frumos ca umbra unei idei; 1995, vol. Cărțile sibiline), Horia Groza (1995, Poezii).
La fel a procedat cu lucrările lui Robert Escarpit din care a tradus două (1974, 1980), precum și cu paginile bizare a lui Urmuz (1983).
A coordonat lucrări de sinteză, împreună cu Alexandru Piru (Sinteze de literatura română, I, 1978; II, 1981) și cu George Potra, Sorin Stati (Trepte de civilizație românească, 1983), fiind coautor al cărții Cahiers Georges Perec (Quebec, 1987), iar cu Dan Ion Nasta, al antologiei de poezie românească contemporană sub egida revistei Jalons (1987).
Ca traducător, s-a remarcat prin apariția lucrărilor traduse din Robert Escarpit dar și din povestitorul cipriot Ahile Emilianides (1981), din limba franceză, precum și în această limbă din românește: Mircea Dinescu - La dispoziția dumneavoastră (1983, împreună cu Marc Rombaut) și Eugen Cizek (1986).
Este autorul scenariului Respirări de Nichita Stănescu, pentru Teatrul Mic din București (1987), adaptând, pentru același teatru, piesa lui Pierre de Boisdeffre,  Goethe mi-a spus (1987).
Împreună cu Cătălina Buzoianu, a tradus și a adaptat, pentru Teatrul Bulandra din București, scenariul Iubitul de Marguerite Duras (1988).
Unele dintre eseurile sale au aparut în reviste de specialitate din Anglia, Franța, Belgia, Germania, Iugoslavia.
După decembrie 1989, Constantin Crișan a fondat:
- Liga România-Franța și revista Lumea de mâine;
- Centrul Național de Acțiune Francofonă;
- Societatea Academică Europeană "Corespondențe" (Sincretismul Artelor).

A lucrat ca profesor de estetică la:
- Universitatea Ecologică din București (1992-1993);
- Universitatea Euro-Columna (1993-1994);
- Universitatea Națională de Muzică București (1996).

Fire efervescentă, deloc stabilă, mereu în căutarea de idei și domenii noi de cercetare și demonstrare în universul multiplu al literaturii și artei, al publicisticii și propagării cărții beletristice, Constantin Crișan și-a legat numele de domeniul scump sieși, cel al bioesteticii. Iată cum îl definea chiar el: “Solidară cu estetica sociologică, aflată în alianță cu o serie din ideile încă fertile ale comparatismului literar, dar mai ales cu teoriile comunicării, bioestetica este, de fapt, o filosofie practică a literaturii. Ea este oricum o formă de viață dedusă din câmpul artei, o reflectare imediată a conștiinței fiecărui cititor. Scriitor și cititor se întâlnesc în acest plan într-o incredibilă complicitate creatoare”.
O latură mai puțin cunoscută a lui a fost întreținerea unei corespondențe private/literare cu personalități distinse ale spiritualității creatoare din țară și din străinătate:
- Emil Cioran
- Mircea Eliade
- Eugen Ionesco
- Constantin Noica
- Leopold Senghor.

Biografia lui Constantin Crișan conține informații extrase din articolul 10 ani de la moarte. Constantin Crișan scris de Mircea Coloșenco în Revista Caiete critice, Fundația pentru Știință și Artă (director Eugen Simion), Nr. 8-9 (226-227), 2006.

## Activitate

### Opere proprii
- Ieșirea din metaforă, Editura Cartea Românească, 1972
- Eseu despre personalitate, Editura Albatros, 1972
- Memorial invers: note de călătorie, Edtura Sport-Turism, 1976
- Confesiuni esențiale: eseuri de sociologia literaturii, Editura Cartea Românească, 1977
- Nostalgia comunicării: eseuri de sociologia literaturii, Editura Dacia, 1978
- Conversații de bunăvoință: eseu despre adevăruri uitate, 1980
- Sociologie și bioestetică, Editura Eminescu, 1987
- Repere pentru o sociofenomenologie a valorii literare, Editura Științifică și Enciclopedică, 1989
- Epistole: Eseu despre moartea viguroasă. 13 epistole către Dumnezeu, Editura Vinea, 1996
- Eminescu versus Dumnezeu: sau blestemul în genunchi; încercare asupra sintaxei logice, Editura Eminescu, 1999

### În colaborare
- Literatura română în lume, Editura Meridiane, 1969
- Sinteze de literatură română (I), Editura Didactică și Pedagogică, 1974
- Sinteze de literatură română (II), Editura Didactică și Pedagogică, 1981

### Sub îngrijirea
- Alexandru Claudian - Senin, Editura Minerva, 1972
- Robert Escarpit - De la sociologia literaturii la teoria comunicării, Editura Știintifică și Enciclopedică, 1980
- Urmuz - Pagini bizare, Editura Minerva, 1983
- Nichita Stănescu - Frumos ca umbra unei idei, Editura Albatros, 1985
- Nichita Stănescu - Cărțile Sibiline, Editura Grai și Suflet - Cultura Națională, 1995
- Horia Groza - Poezii, cronici literare, eseuri, Editura Litera, 1995

### Traduceri (în franceză)
- Mircea Dinescu - À votre disposition, Editura Univers, 1982
- Nichita Stănescu - La leçon sur le cercle, Editura Minerva, 1988

### Traduceri (în română)
- Jean Coutsocheras - Cu aripa și tridentul, Editura Univers, 1980
- Eugen Cizek - Secvență română, Editura Politică, 1986

## Articole

### Ruxandra Crișan despre Constantin Crișan
"Printre cărțile din biblioteca soțului meu, esteticianul Constantin Crișan (Tg. Neamț, 21 nov. 1939 - 30 oct. 1996, Tg. Mureș), se numără câteva cu autograf, dăruite de scriitori români și străini, pe care i-a vizitat, in țară ori în Franța, și cu care a purtat corespondență, precum: Marguerite Duras (1914-1996), romancieră, cineastă și om de teatru francez; Pierre Emmanuel (alias Noel Mathieu, 1916-1984), om de cultură și membru al Academiei Franceze; Eugen Ionescu/Eugene Ionesco (Slatina, 13 nov. 1909 – 28 martie 1994, Paris), marele dramaturg și critic literar român-francez, membru al Academiei Franceze; Constantin Noica (Vitănești, Teleorman, 12.25 iulie 1909 – 4 decembrie 1987, Păltiniș, Sibiu), filosoful român de incontestabilă valoare culturală. Cu acesta s-a fotografiat la Păltiniș, în mai multe rânduri.
În ce privește dedicația olografă a lui Eugen Ionescu, îmi amintesc de faptul că soțul meu l-a vizitat acasă, la Paris, în 1984, pe când participa la un simpozion internațional de poezie, cu care prilej i-a oferit cartea Urmuz.Pagini bizarre (București, Minerva - 1983), a cărei ediție și prefață le-a semnat. În paginile ei, Eugen Ionescu, alături de Ilarie Voronca, Marin Mincu ș.a., apare cu traducere din opera inconfundabilului Urmuz.
Reproducerea înscrisurilor acestor deosebiți oameni ai cărții, cu care Constantin Crisan a fost în reverberație spiritual, pot întregi imaginea lor în lume."
Articol apărut în revista Euromuseum / Nr. 123 (Anul IV), 2009